# 1601 Patry
1601 Patry este un asteroid din centura principală, descoperit pe 18 mai 1942 de către astronomul Louis Boyer, la Observatorul din Alger. Este denumit după astronomul francez André Patry.

## Caracteristici
Asteroidul prezintă o orbită caracterizată de o semiaxă majoră de 2,2341327 UA și de o excentricitate de 0,1296971, înclinată cu 4,94355° față de ecliptică.